# Usil

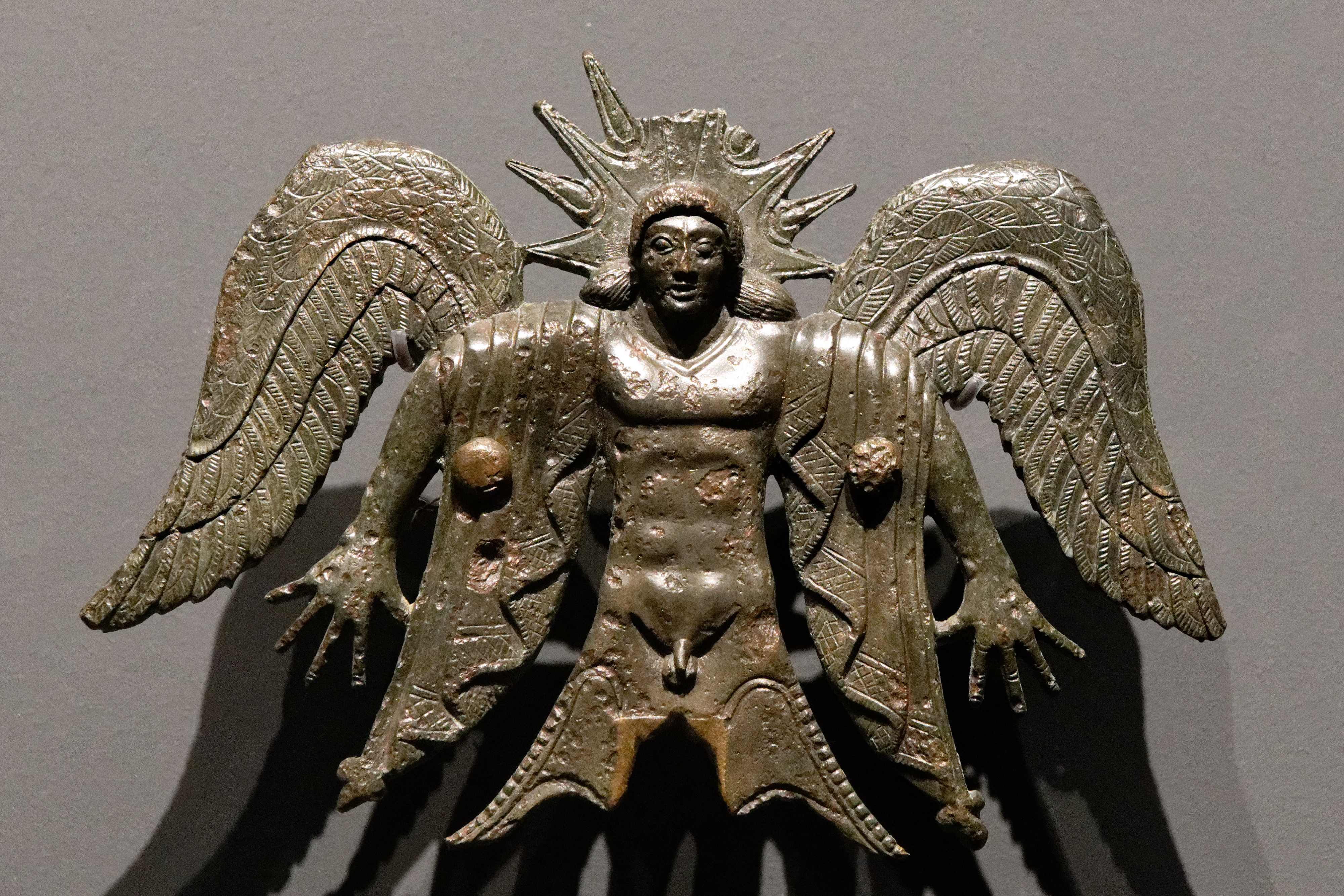
Ornement de char représentant Usil, 500-475 av. J.-C., musée de l'Ermitage

Usil est le dieu solaire des Étrusques.

## Représentation
Usil est la représentation de la puissance et de la force,. Le terme Usil en étrusque voudrait dire dieu de la lumière.
Usil est inscrit sur la face convexe du foie de Plaisance qui est séparé en deux lobes, l'un représentant Usil et le second représentant Tiur.
Il est une figure différente d'Aplu, en effet, il apparait sur un miroir étrusque du Vatican datant du IVe s.av.J.C., sur lequel on voit Usil tenant l'arc d'Aplu.
Ses lieux de culte, d'après Mauro Cristofani, sont à Cortone, à Populonia et à Magliano. Mais on a aussi des traces d'un collège sacerdotal à Tarquinia et à Tuscania.

## Correspondance dans les autres religions
Usil correspond à Hélios en grec, Sol en latin, Sól dans les régions nordique et Râ pour les Égyptiens.